# Ivan Hoffman
Ivan Hoffman (* 27. listopadu 1952 Martin) je slovenský i český písničkář, fotograf a samizdatový vydavatel časopisu Fragment-K. Od roku 1994 spřízněn s Českým rozhlasem, kde působil jako žurnalista a moderátor. Delší dobu působil jako komentátor v Deníku a Českém rozhlasu.

## Život
V 80. letech 20. století pracoval jako písničkář, fotograf a publicista. V samizdatu vydával časopis Fragment-K. Na koncertním festivalu Bratislavská lyra dne 10. června 1989 při vystoupení Joan Baez na její překvapivé pozvání zahrál protestsong, během nějž mu byl ovšem záhy vypnut zvuk. Během sametové revoluce vystupoval na shromážděních hnutí Veřejnost proti násilí.
V roce 1989 byl redaktorem Lidových novin. Dva roky od 1990 působil v rádiu Svobodná Evropa. V roce 1994 řídil Rádio Alfa a poté na několik let až do roku 2007 spolupracoval s ČRo1 Radiožurnálem jako externí komentátor a moderátor pořadu Radiofórum. Za svou novinářskou činnost obdržel v roce 1996 prestižní Cenu Ferdinanda Peroutky.
Od května 2002 byl několik roků členem správní rady Nadace Michaela Kocába.
V delší dobu působil jako stálý komentátor Deníku. Každé ráno na webu Deníku publikoval svoji aktuální poznámku ve formě hlasové nahrávky a její doslovné znění uveřejňovala síť 72 regionálních Deníků sítě vydavatelství Vltava-Labe-Press. Příležitostně publikoval v již zaniklých Lidových novinách a v deníku Metro. Přispíval komentáři také pro Český rozhlas (pořad Jak to vidí... na stanici Český rozhlas Dvojka).
Od roku 2011 uveřejňují Hoffmanovy komentáře ParlamentníListy.cz. Od roku 2022 má sloupky také na webu Rádio Universum. V roce 2024 zasedl v porotě kontroverzní Krameriovy ceny.

## Tvorba

### Diskografie
- Sľúbili sme si lásku / Nech mi nehovoria (Opus 1989)
- Verím, že sa to dá... (Punc 1990)

### Výběr z bibliografie
- 2001 – Pomalý potlesk, G plus G, ISBN 80-86103-48-X
- 2008 – Demontáž řetězu, XYZ, ISBN 978-80-7388-065-1

## Ocenění
- 2020 Krameriova cena